# Josep Sanfeliu i Vernis
Josep Sanfeliu i Vernis, conegut també pel nom religiós Pacífic de Vilanova (Vilanova de Bellpuig, Pla d'Urgell, 1913 - Barcelona, 4 de febrer de 1958), fou arxiver, historiador i frare català de l'orde dels caputxins.
Estudià humanitats al Seminari Seràfic d'Igualada, i posteriorment s'inicià en el noviciat a Olot i en Teologia a Sarrià. Fou ordenat sacerdot el 1936. En plena Guerra Civil espanyola, el maig de 1937 aconsegueix traspassar la frontera amb França per a traslladar-se al Col·legi Internacional dels Caputxins de Roma. A la capital italiana es va llicenciar en Teologia a la Pontificia Universitat Gregoriana (1939), i aquell mateix any retorna a Catalunya. Entre 1948 i 1954 fou elegit ministre provincial dels Caputxins a Catalunya.
Fou també el fundador de la Biblioteca Hispano-Caputxina i va reorganitzar l’Arxiu Provincial Antic de l’orde a Catalunya.

## Obres
De la seva obra destaquen les que va escriure per a investigar l’activitat missional dels caputxins catalans a Amèrica:
- Pacífico de Vilanova. Capuchinos catalanes en Centro América y México (en castellà).  Barcelona: Imprenta Myria, 1947. OCLC 807529076.
- Pacífico de Vilanova. Capuchinos catalanes en el sur de Colombia (en castellà).  Barcelona: Imprenta Myria, 1947.